# Sátão
Sátão is een gemeente in het Portugese district Viseu.
De gemeente heeft een totale oppervlakte van 202 km2 en telde 13.144 inwoners in 2001.

## Geboren
- Tobias Figueiredo (1994), voetballer

## Plaatsen in de gemeente
- Águas Boas
- Avelal
- Contige
- Decermilo
- Ferreira de Aves
- Forles
- Mioma
- Rio de Moinhos
- Romãs
- São Miguel de Vila Boa
- Sátão
- Silvã de Cima
- Vila Longa